# 达维亚巴尔杰利尼宫

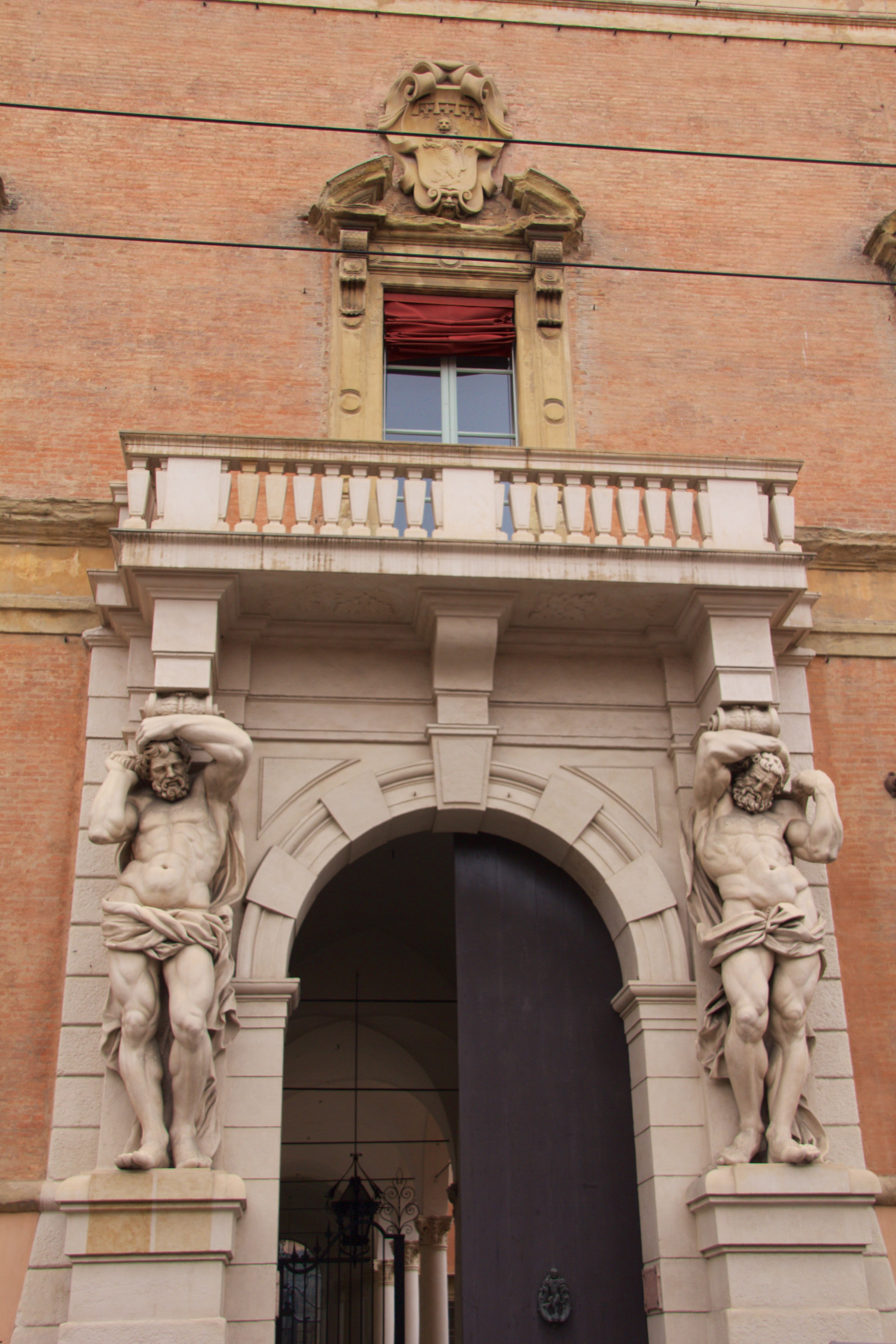
入口

达维亚巴尔杰利尼宫（Palazzo Davìa Bargellini）是一座巴洛克风格的宫殿，位于意大利博洛尼亚市中心的马焦雷街（Strada Maggiore）。它目前设有工业艺术博物馆和达维亚巴尔杰利尼画廊。

## 宫殿

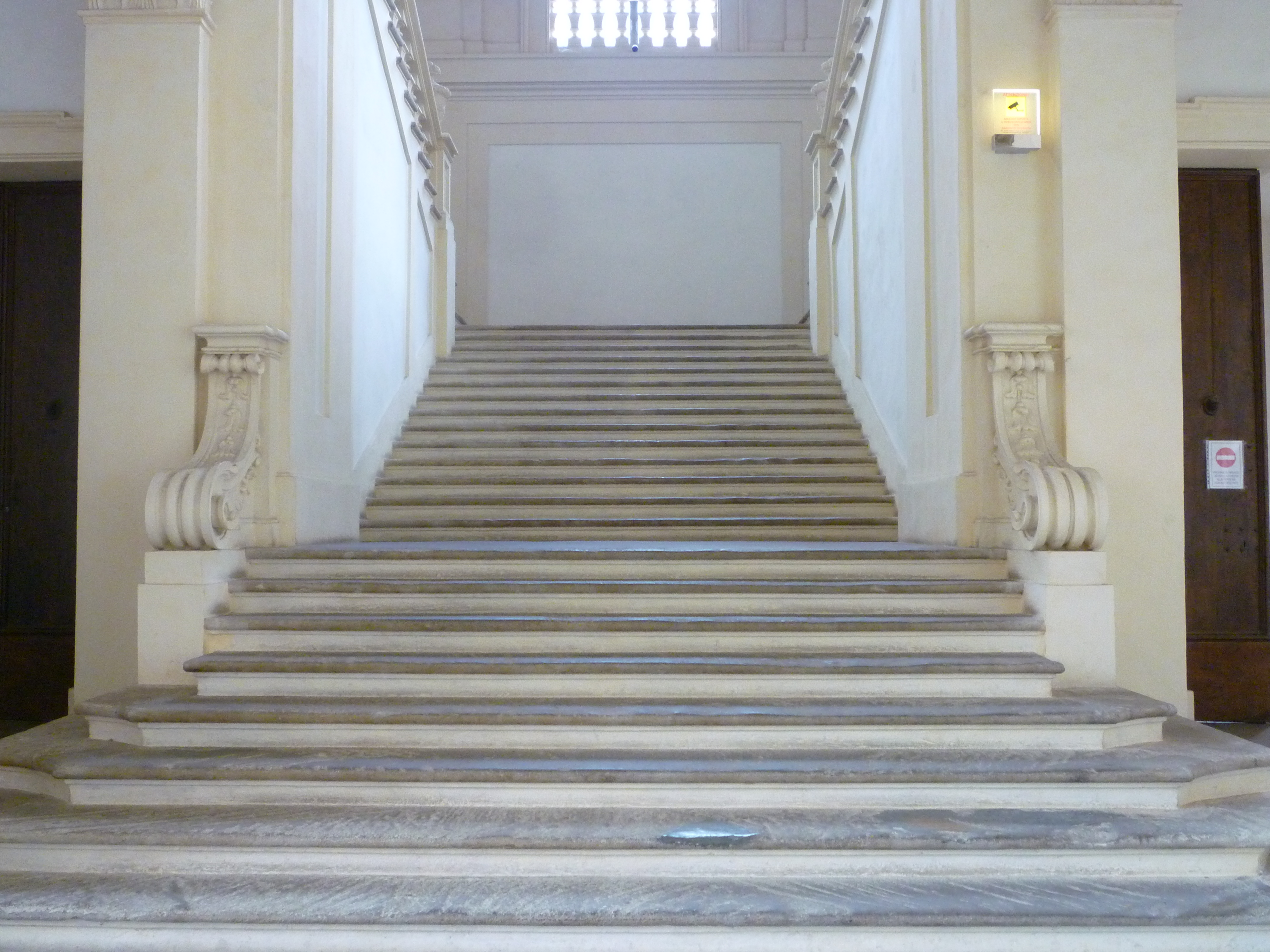
内部楼梯

这座宫殿是在1638年，由博洛尼亚参议员家族的卡米洛·巴尔杰利尼委托建设的。建筑师是巴托洛梅奥·普罗瓦利亚, 建筑由安东尼奥·乌里指挥。宫殿入口的一个显著特点是两个侧翼的忒拉蒙，当地称为巨人。它们由加布里埃尔·布鲁内利和弗朗切斯科·阿格尼尼于1658年。 美丽的入口楼梯由卡洛·弗朗切斯科·多蒂和阿方索·托雷吉亚尼于1730年设计。
在17世纪后期，巴尔杰利尼家族与阿里奥斯托家族发生争斗，导致两个家庭都灭绝之后，达维亚家族继承了巴尔杰利尼家族的名字、财产和金钱。 1839-1874年，达维亚家族占领了这座宫殿。最后一个成员把所有东西都留给了公共机构。
1924年，当时画廊的老板和馆长弗朗切斯科·马拉古齐·瓦莱里提出了建立博物馆的构想，准备展出一部分达维亚·巴尔杰利尼家族收藏的绘画作品，以及他个人收藏的应用艺术品。它成为"工业艺术博物馆"，拥有种类繁多的绘画收藏，和应用艺术收藏，后者包括陶瓷、礼袍、钥匙、门把手、街头剧院的木偶、家具、铁格栅、精心雕刻的木架、和镀金马车。

## 收藏
绘画收藏种类繁多，包括从中世纪到19世纪的作品，
44°29′32″N 11°21′07″E / 44.4923°N 11.3519°E